# Archichlora subrubescens
Archichlora subrubescens là một loài bướm đêm trong họ Geometridae.